# Carole Shelley
Carole Shelley (Londra, 16 agosto 1939 – Manhattan, 31 agosto 2018) è stata un'attrice e doppiatrice britannica, nota soprattutto come interprete teatrale a Broadway.

## Biografia
Carole Shelley nacque a Londra da padre tedesco e madre russa, entrambi di fede ebraica. Iniziò la sua carriera di attrice in Inghilterra e recitò anche in ruoli secondari nel cinema e in TV, senza tuttavia ottenere maggior notorietà. Alla metà degli anni sessanta si trasferì negli Stati Uniti d'America, dove svolse la sua attività per il resto della sua vita. Qui raggiunse per la prima volta la notorietà con La strana coppia, che prima rappresentò a Broadway e quindi nell'omonimo film a fianco di Jack Lemmon e Walter Matthau e infine in televisione. Insieme a Monica Evans interpretò in film e serie TV una coppia di attraenti sorelle del vicinato. Nei film di Walt Disney Gli Aristogatti, Robin Hood ed Hercules fu la voce della versione in lingua inglese.

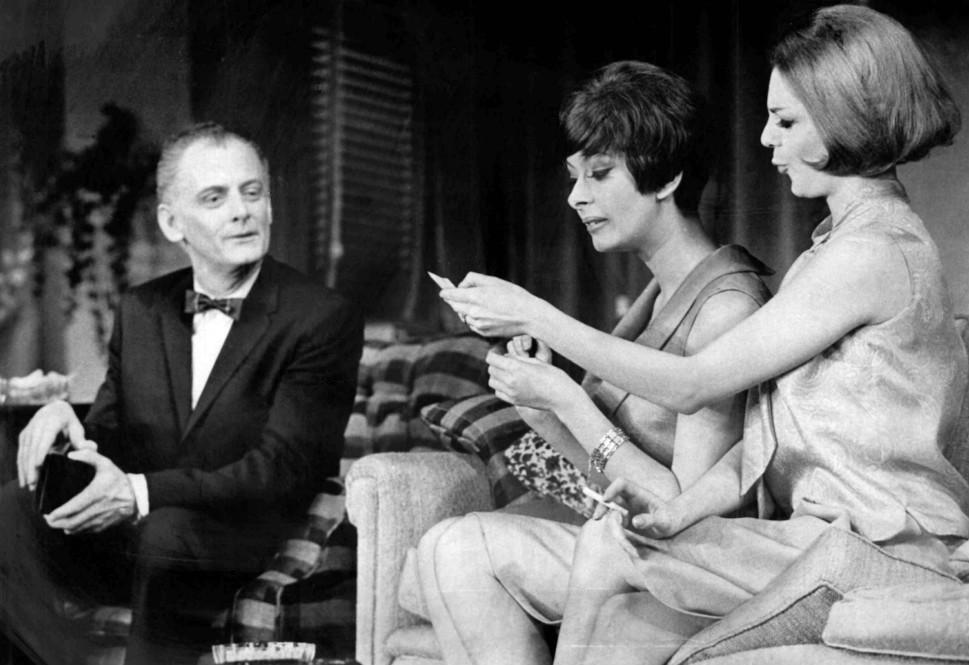
Carole Shelley (a destra), Monica Evans e Art Carney durante una rappresentazione de La strana coppia (1965)

Shelley interpretò nei successivi decenni alcuni ruoli secondari nel cinema e in televisione, ma si concentrò principalmente sulla sua carriera teatrale.
Nel 1979 vinse il Tony Award alla miglior attrice protagonista in un'opera teatrale per il ruolo di Mrs. Madge Kendal nel dramma The Elephant Man. Nel 2003 interpretò Madame Morrible nella prima del musical Wicked a Broadway. Per il suo ruolo della nonna demente nel musical teatrale Billy Elliot ottenne nel 2009 una nuova candidatura al Tony Award.
Nel 1967 sposò Albert G. Woods, che morì quattro anni dopo. Morì il 31 agosto 2018 di cancro all'età di 79 anni

## Filmografia

### Cinema
- Cristo fra i muratori (Give Us This Day), regia di Edward Dmytryk (1949) - non accreditata
- The Cure for Love, regia di Robert Donat (1949)
- È meraviglioso essere giovani (It's Great to Be Young), regia di Cyril Frankel (1956)
- Carry on Regardless, regia di Gerald Thomas (1961)
- No, My Darling Daughter, regia di Ralph Thomas (1961)
- The Cool Mikado, regia di Michael Winner (1963)
- Carry on Cabby, regia di Gerald Thomas (1963)
- La strana coppia (The Odd Couple), regia di Gene Saks (1968)
- Lo strangolatore di Boston (The Boston Strangler), regia di Richard Fleischer (1968)
- Some Kind of a Nut, regia di Garson Kanin (1969)
- Gli Aristogatti (The Aristocats), regia di Wolfgang Reitherman (1970) - voce
- Robin Hood, regia di Wolfgang Reitherman (1973) - voce
- The Whoopee Boys - giuggioloni e porcelloni (The Whoopee Boys), regia di John Byrum (1986)
- Piccoli rumori (Little Noises), regia di Jane Spencer (1991)
- Il padrone di casa (The Super), regia di Rod Daniel (1991)
- Quiz Show, regia di Robert Redford (1994)
- Morti di salute (The Road to Wellville), regia di Alan Parker (1994)
- Da giungla a giungla (Jungle 2 Jungle), regia di John Pasquin (1997)
- Hercules, regia di John Musker e Ron Clements (1997) - voce
- Labor Pains, regia di Tracy Alexson (2000)
- Vita da strega (Bewitched), regia di Nora Ephron (2005)

### Televisione
- Douglas Fairbanks Jr. Presents – serie TV, 1 episodio (1954)
- Alice's Adventures in Wonderland – film TV (1956)
- Brian Rix Presents ... – serie TV, 1 episodio (1960)
- Agente speciale (The Avengers) – serie TV, 1 episodio (1961)
- Boeing-Boeing – film TV (1962)
- BBC Sunday-Night Play – miniserie TV, 2 episodi (1961-1962)
- Dial RIX – serie TV, 1 episodio (1962)
- Winning Widows – serie TV, 2 episodi (1962)
- Laughter from the Whitehall – serie TV, 1 episodio (1963)
- The Protectors – serie TV, episodio 1x10 (1964)
- Destini (Another World) – serie TV (1964)
- Fire Crackers – serie TV, 1 episodio (1965)
- Una vita da vivere (One Life to Live) – serie TV (1968)
- New York Television Theatre – serie TV, 1 episodio (1970)
- La strana coppia (The Odd Couple) – serie TV, 4 episodi (1970)
- La valle dei pini (All My Children) – serie TV, 2 episodi (1984)
- Spenser (Spenser: For Hire) – serie TV, 1 episodio (1986)
- I Robinson (The Cosby Show) – serie TV, 1 episodio (1988)
- Monsters – serie TV, 1 episodio (1990)
- Coconut Downs – film TV (1991)
- Devlin – film TV (1992)
- Frasier – serie TV, 1 episodio (1998)
- Law & Order: Unità vittime speciali (Law & Order: Special Victims Unit) – serie TV, 1 episodio (2000)
- Squadra emergenza (Third Watch) – serie TV, 1 episodio (2002)

## Teatro (parziale)
- La strana coppia, di Neil Simon, regia di Mike Nicholas. Plymouth Theatre di Broadway (1965)
- Il malloppo, di Joe Orton, regia di Derek Goldby. Biltmore Theatre di Broadway (1968)
- King Lear, di William Shakespeare, regia di David William. Festival Theatre di Stratford Festival (1972)
- Casa di bambola, di Henrik Ibsen, regia di Tormod Skagestad. Goodman Theatre di Chicago (1973)
- Trappola per topi, di Agatha Christie. The Pocono Playhouse di Mountainhome (1976)
- The Elephant Man, di Bernard Pomerance, regia di Jack Hofsiss. Booth Theatre di Broadway (1979)
- Il misantropo, di Molière, regia di Stephen Porter. Circle in the Square Theatre di Broadway (1983)
- L'avaro, di Molière, regia di Stephen Porter. Circle in the Square Theatre di Broadway (1990)
- Riccardo II, di William Shakespeare, regia di Steven Berkoff. Public Theater dell'Off Broadway (1994)
- The Last Night of Ballyhoo, di Alfred Uhry, regia di Ron Lagomarsino. Helen Hayes Theatre di Broadway (1997)
- Show Boat, libretto di Oscar Hammerstein II, colonna sonora di Jerome Kern, regia di Harold Prince. Prince Edward Theatre di Londra (1998)
- Cabaret, libretto di Joe Masteroff, testi di Fred Ebb, colonna sonora di John Kander, regia di Sam Mendes. Studio 54 di Broadway (1999)
- Wicked, libretto di Winnie Holzman, colonna sonora di Stephen Schwartz, regia di Joe Mantello. Gershwin Theatre di Broadway (2003), tour statunitense (2005)
- L'importanza di chiamarsi Ernesto, di Oscar Wilde, regia di Julianne Boyd. Consolati Performing Arts Center di Sheffield (2005)
- Billy Elliot the Musical, libretto di Lee Hall, colonna sonora di Elton John, regia di Stephen Daldry. Imperial Theatre di Broadway (2008)
- A Gentleman's Guide to Love and Murder, libretto di Robert L. Freedman, colonna sonora di Steven Lutvak, regia di Darko Tresnjak. Walter Kerr Theatre di Broadway (2014)
- My Fair Lady, libretto di Alan Jay Lerner, colonna sonora di Frederick Loewe, regia di Michael Arden. Bay Street Theatre di Sag Harbor (2016)

## Doppiatrici italiane
Nelle versioni in italiano dei suoi lavori, Carole Shelley è stata doppiata da:
- Flaminia Jandolo in La strana coppia
- Angiolina Quinterno in Vita da strega

Da doppiatrice è sostituita da:
- Lydia Simoneschi in Robin Hood
- Angiolina Quinterno ne Gli Aristogatti
- Paola Giannetti in Hercules